# Bodega Cooperativa de Gandesa
La Bodega Cooperativa de Gandesa (Celler Cooperatiu de Gandesa) es un edificio modernista situado en Gandesa, Tarragona (España), obra del arquitecto Cèsar Martinell i Brunet. Acabado en 1920, es una de las más importantes Catedrales del vino, siendo declarado Bien Cultural de Interés Nacional por la Generalidad de Cataluña, y una de las Siete Maravillas de Cataluña escogidas el año 2007.

## Historia

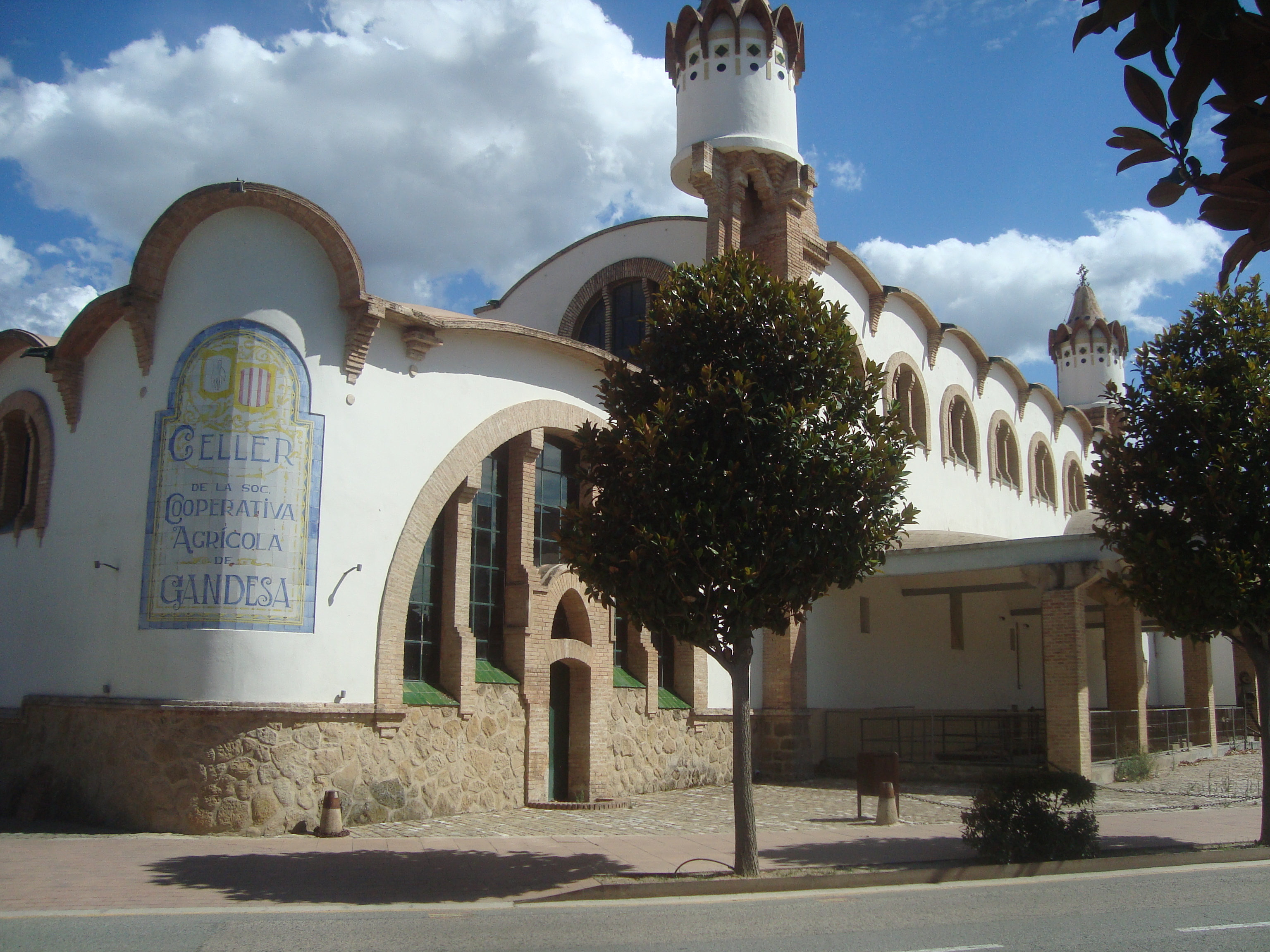
Bodega Cooperativa

El edificio fue encargado el 19 de febrero de 1919 por Josep Maria Serres, fundador y primer presidente del "Sindicato de Cooperación Agrícola de Gandesa", al arquitecto César Martinell, discípulo de Antoni Gaudí y Puig i Cadafalch.
La bodega para la elaboración de vinos fue terminada en enero de 1920, y el molino de aceite el mes de noviembre de 1920. El proyecto incluyó cerámicas artísticas de Xavier Nogués, pero fueron destruidas durante guerra civil española. Además del valor arquitectónico, el edificio cubrió las necesidades de los agricultores para la elaboración de vino.
En la parte trasera, Martinell proyectó una taberna pero no fue construida hasta la década de 1980 por el arquitecto Manuel Ribas Piera siguiendo los planos originales de 1919. 
Durante 2011 se inició la rehabilitación del edificio y en marzo de 2014 se inauguraron las obras. La restauración fue financiada por La Caixa.

## Arquitectura
El cuerpo central está formado por dos naves de tinas cubiertas con arcos parabólicos y bóvedas de ladrillo y tres gruesos de ladrillo, y arcos perpendiculares a la puerta de entrada. Las dos naves están cubiertas a diferente altura, lo que permite la entrada de luz y una menor dimensión de las bóvedas de cubierta. 

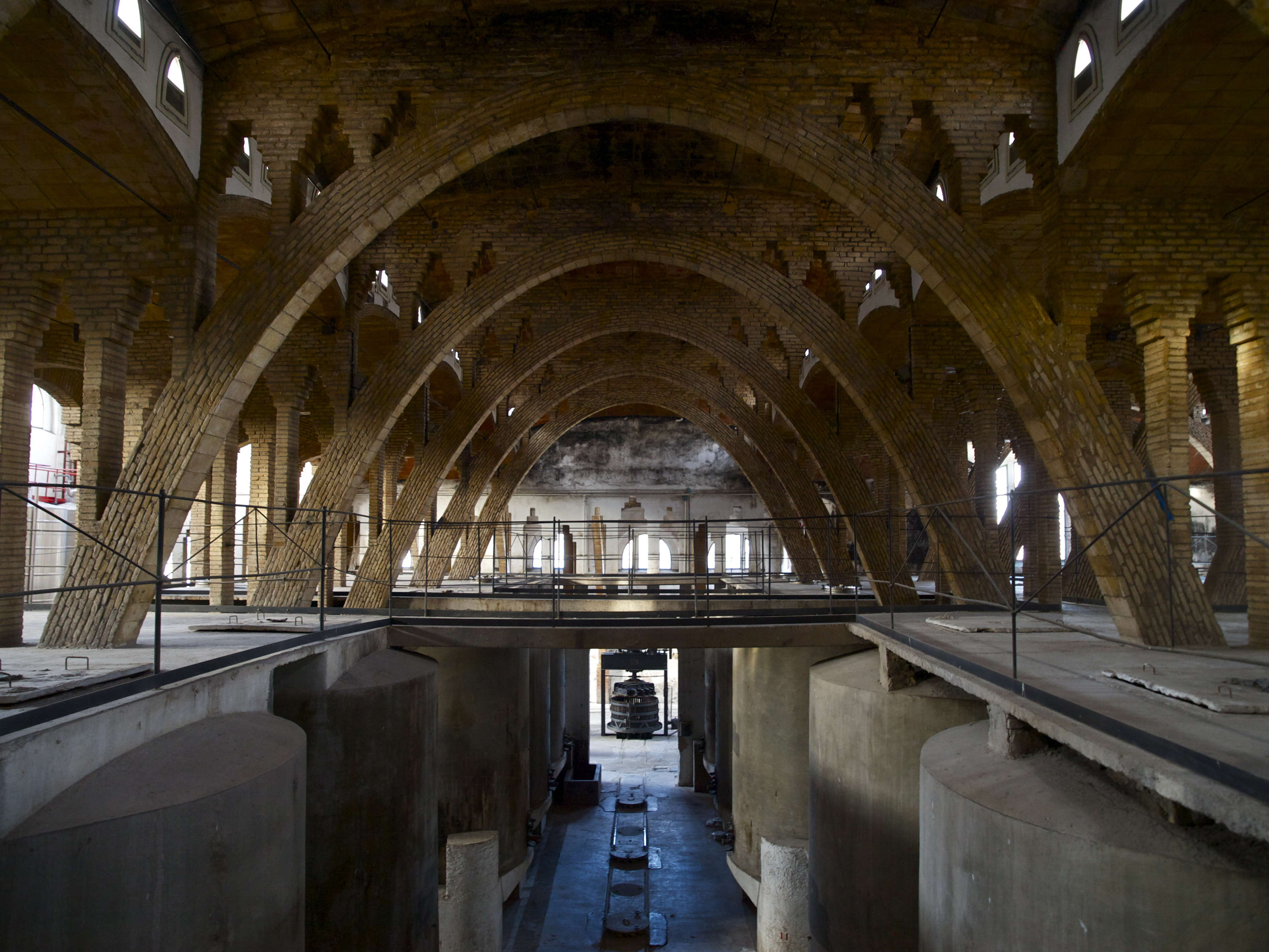
Interior de la bodega

La estructura del tejado incluye bóvedas típicas de Cataluña, de gran ligereza y resistencia, con materiales cerámicos de pequeñas dimensiones, que se colocan entrelazados hasta completar construcción de la bóveda. Los materiales usados son el ladrillo macizo, el ladrillo hueco y la baldosa de garrote, dependiendo de la dimensión de la bóveda requerida. En el tejado se utilizó un espesor de tres ladrillos, sostenidos por arcos de base cuadrada con los ladrillos colocados de lado. En el diseño de las bóvedas se tuvo en cuenta las dilataciones y contracciones del material debidas a cambios de temperatura.
Tras las dos naves centrales hay una tercera, más alta y estrecha, cubierta con bóveda tradicional donde se realiza la recepción de la uva. En el exterior, junto a la carretera, unas marquesinas de hormigón armado cubren las tolvas donde entra la uva.
Sobre el muro exterior de la nave de recepción se apoyan los dos depósitos de agua, uno de ellos situado en un ángulo y soportado a partir de un ingenioso pie de obra.
En el exterior del edificio, sobre el muro exterior de la nave de recepción, hay dos depósitos de agua. Como decoración hay varias gárgolas de cerámica esmaltadas en verde, pequeñas baldosas que decoran los depósitos y el escudo de la entidad, realizado por el ceramista Xavier Nogués con azulejos vidriados, situado en el ángulo del edificio (destruido durante la guerra y sustituido por una reproducción de menor calidad).

## Localización
- Bodega Cooperativa de Gandesa Visitas
- Avenida de Cataluña, 28, 43780 Gandesa, Tarragona

## Véase también

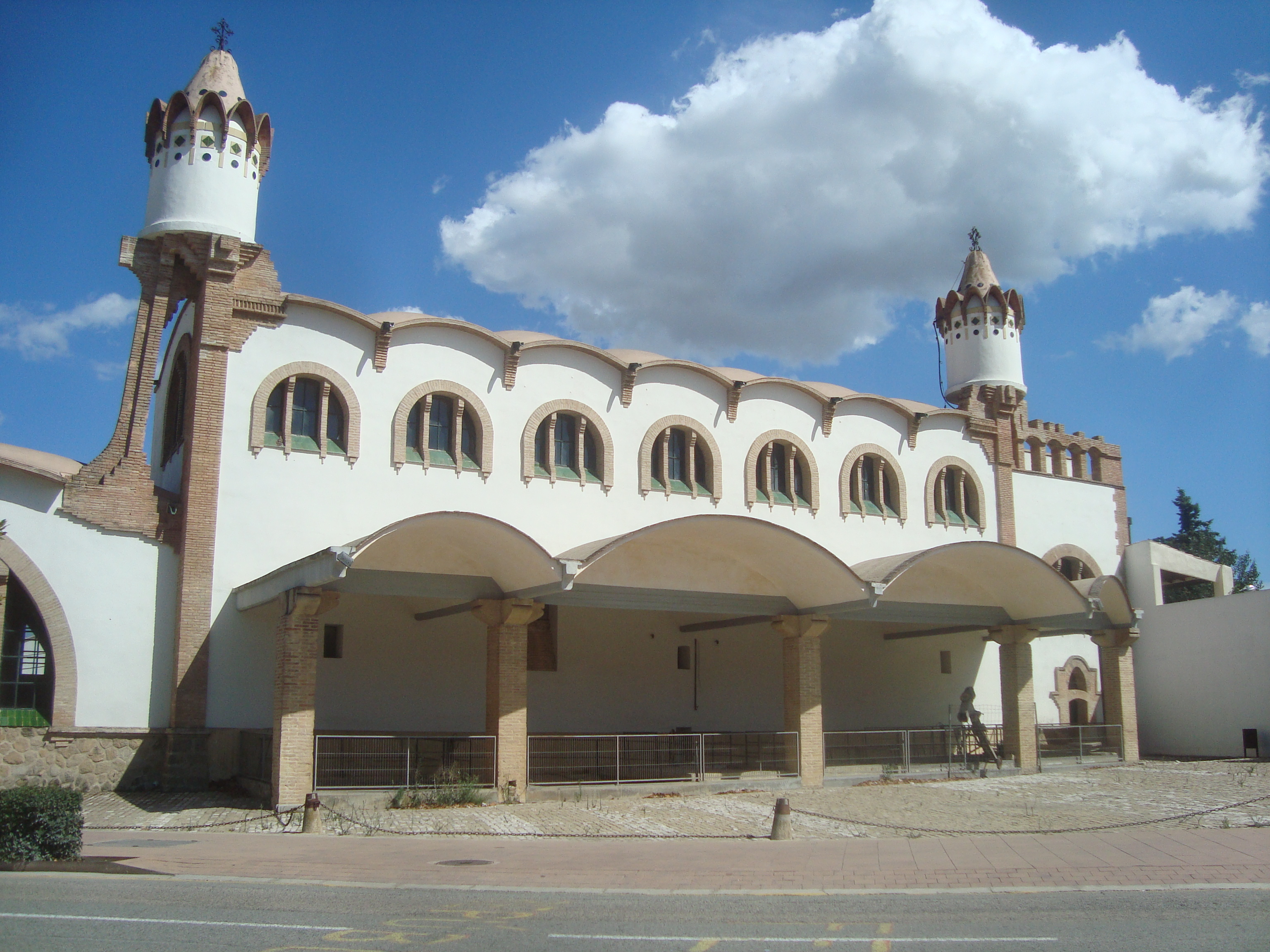
Bodega cooperativa de Gandesa